# Thousands Cheer
Thousands Cheer (br: A Filha do Comandante) é um filme musical estadunidense de 1943, do gênero musical, dirigido por George Sidney. 
O filme conta a participação de várias estrelas interpretando elas mesmas, como Eleanor Powell, Judy Garland, Lena Horne, Red Skelton, Ann Sothern, Lucille Ball, Frank Morgan, Virginia O'Brien, Marilyn Maxwell, Margaret O'Brien, June Allyson, Gloria DeHaven, Kay Kyser, Donna Reed, Cyd Charisse e Mickey Rooney. 

## Sinopse
O filme é basicamente dividido em duas partes. Na primeira é uma comédia romântica onde Gene Kelly é um trapezista que é convocado para o exército, mas quer mesmo fazer parte da força aérea. Durante o treinamento, ele se apaixona por Kathryn, filha do coronel, que coloca sua carreira de cantora em espera para ajudar a entreter as tropas na guerra. Nessa parte do filme os dois fazem vários números musicais.
A segunda parte mostra os preparativos para um grande show ao vivo para os soldados, que contará com a participação de várias estrelas de musicais e comédia da época. Nesse momento o filme não segue um enredo conivente com a primeira parte, todos artistas aparecem como eles mesmos, exceto Gene e Kathryn.
Curiosamente o filme conta com a participação, num pequeno papel não creditado, de uma das primeiras estrelas de cinema do mundo, Florence Turner, que nos anos 1910 se tornou amplamente conhecida como a "Vitagraph Girl". Thousands Cheer foi seu último filme.

## Elenco
- Kathryn Grayson ...  Kathryn Jones
- Gene Kelly ...  Private Eddie Marsh
- Mary Astor ...  Hyllary Jones
- John Boles ...  Colonel Bill Jones
- Ben Blue ...  Chuck Polansky
- Florence Turner ... Mãe na Estação de trens (não creditada)

## Principais prêmios e indicações
Oscar 1944 (EUA)
- Indicado aos prêmios de melhor fotografia, melhor trilha sonora e melhor direção de arte.